# Лощиц, Михаил Фёдорович
Михаи́л Фёдорович Ло́щиц (30 сентября [13 октября] 1917, Одесса — 16 марта 2015, Москва) — советский военный журналист, первый заместитель главного редактора газеты «Красная звезда» (1969—1979). Генерал-майор (1972).

## Биография
Родился 13 октября 1917 года в Одессе в семье крестьянского происхождения. Отец — Фёдор Константинович Лощиц (1866—1929) из крестьян Слуцкого уезда Минской губернии, мать — Татьяна Максимовна Лощиц (урождённая Степанюк, 1881—1940). В семье было трое старших сыновей: Александр (1902, умер в младенчестве), Николай (1905—1992) и Александр (1913—1931).
Вскоре после рождения Михаила в Одессе начались революционные волнения, и в апреле 1920 года его родители переехали в село Мардаровка. Там Михаил окончил семилетнюю школу. С 1933 по 1934 гг. работал телеграфистом почтового отделения станции Мардаровка, в 1934—1935 гг. был секретарём редакции газеты «Ленінський шлях» при политотделе Мардаровской МТС. С 1935 по 1939 гг. — секретарь редакции районной газеты «Ударник социализма» в селе Валегоцулове (позднее Долинское).
В октябре 1939 г. Валегоцуловским райкомом КПСС Молдавской АССР принят в члены партии.
В 1939 году призван в ряды Красной армии, служил в Ленинградском военном округе. В 1940 году — наводчик 495-го гаубичного артполка 123-й стрелковой дивизии. В том же году назначен заместителем редактора газеты 40-го запасного артполка.
Начало Великой Отечественной войны встретил на Ленинградском фронте, в Выборге. В 1941 году — секретарь редакции газеты «На боевом посту» 123-й стрелковой дивизии. В 1943—1944 гг. — заместитель редактора, редактор газеты «На боевом посту». С марта 1945 года — заместитель командира 103-го стрелкового полка 85-й стрелковой дивизии по политической части. Закончил войну на территории Курляндии в звании майора. В 1946 году переведен в Западно-Сибирский военный округ. С января 1947 года — редактор газеты «За победу!» 24-й отдельной стрелковой бригады, дислоцировавшейся в Новосибирске.
В 1946 году экстерном окончил десятилетнюю школу. В 1947 году переведён в Москву, где в 1950 году окончил редакторский факультет Военно-политической академии имени В. И. Ленина.
С октября 1950 года — старший литературный сотрудник редакции газеты «Красная звезда», с февраля 1951 года — заместитель начальника отдела военно-учебных заведений, с мая 1953 года — редактор отдела, член редколлегии.
С мая 1954 года — заместитель главного редактора газеты «Советский флот». В декабре 1960 года стал заместителем главного редактора «Красной звезды», а с 1969 года по 1979 год был первым заместителем главного редактора газеты, в том числе отвечал за освещение процесса боевой подготовки войск и сил флота, возглавлял группы краснозвёздовцев, знакомивших читателей с ходом многих крупных учений и манёвров. В 1972 году Постановлением Совета министров СССР Михаилу Фёдоровичу Лощицу присвоено звание генерал-майора. С апреля 1979 года — на пенсии.
После выхода на пенсию продолжал сотрудничать с «Красной звездой» в качестве специального корреспондента. Последнюю статью опубликовал в 2008 году, в возрасте 90 лет
Скончался 16 марта 2015 года в Москве после продолжительной болезни.

## Литературное наследие
Михаил Лощиц был главным составителем серии «Герои и подвиги» (1963—1986, книги 1—5). В его литературной редакции вышли также книги Героя Советского Союза генерал-лейтенанта Ивана Рослого «Последний привал в Берлине» (1983) и генерал-лейтенанта Александра Черепанова «Поле ратное мое» (1984).
В 1988 году в Лениздате опубликована книга Лощица «В первом эшелоне. Записки военного журналиста».

## Семья
В 1938 году женился на сельской учительнице Тамаре Захаровне Грабовенко (1920—2007). В том же году у супругов родился сын Юрий (впоследствии писатель), в 1946 году — сын Владимир (прожил четырнадцать дней), в 1948 году — дочь Людмила. К концу жизни у Михаила Лощица было пятеро внуков и десять правнуков.

## Награды
- Орден Отечественной войны I степени (1945)
- Орден Отечественной войны I степени (1985)
- Орден Трудового Красного Знамени (1974)
- Орден Красной Звезды (1955)
- Медаль «За отвагу» (1943)
- Медаль «За боевые заслуги» (1950)
- Медаль «За оборону Ленинграда» (1943)
- Медаль «За победу над Германией в Великой Отечественной войне 1941—1945 гг.» (1945)
- многочисленные юбилейные медали